# Alderley
Alderley – wieś w Anglii, w hrabstwie Gloucestershire, w dystrykcie Stroud. Leży 31 km na południe od miasta Gloucester i 154 km na zachód od Londynu.